# Johann Carl Reinthaler
Johann Carl Reinthaler (* ?; † vor 1744 in Weimar) war ein deutscher Maler.

## Leben und Werk
Seine nachweisbare Schaffenszeit in Weimar liegt zwischen 1728 und 1744. Reinthaler war seit 1728 Hofmaler bei Herzog Ernst August von Sachsen-Weimar. So führte Reinthaler den Großteil der Dekorationsmalerei auf Schloss Belvedere in Weimar aus. Er erstellte zusammen mit dem Maler Johann Ernst Rentzsch ein Porzellaninventar. Überliefert sind auch die dortigen Fürstenporträts im „Türmchen“ dieses Schlosses, die 1738/39 entstanden.
Er ist nicht identisch mit dem gleichnamigen Erfurter Maler, der 1711 bis 1715 in Leipzig nachweisbar ist.
Sein Sohn war der Maler Carl Christlieb Reinthaler.